# Frankis Carol Marzo
Frankis Carol Marzo (geboren am 7. September 1987 in Guantánamo) ist ein Handballspieler. Der gebürtige Kubaner besitzt die Staatsangehörigkeit von Katar.

## Karriere

### Vereinsmannschaften
Der auf den Positionen linker und mittlerer Rückraum eingesetzte, 1,91 Meter große und 99 Kilogramm schwere Frankis Marzo spielte seit Juli 2011 bei Sporting Lissabon in Portugal. Mit dem Team wurde er 2017 und 2018 portugiesischer Meister und gewann er in den Jahren 2012, 2013 und 2014 den portugiesischen Pokal sowie im Jahr 2014 auch den portugiesischen Supercup. Mit Sporting gewann er den EHF Challenge Cup 2011/12 und spielte in folgenden internationalen Vereinswettbewerben: EHF-Pokal 2012/13, EHF-Pokal 2013/14, EHF-Pokal 2014/15, EHF-Pokal 2015/16, EHF Challenge Cup 2016/17, EHF Champions League 2017/18, EHF Champions League 2018/19, EHF Champions League 2019/20, EHF European League 2020/21.
Im Februar 2021 unterschrieb er einen ab Sommer 2021 gültigen Fünfjahresvertrag beim katarischen Verein al-Arabi SC, verließ den Verein jedoch vorzeitig.
Zur Spielzeit 2021/2022 wechselte er nach Kuwait zum al Kuwait SC, mit dem er 2022 die Meisterschaft, den Pokal und die asiatische Champions League gewann. Mit dem al Kuwait SC nahm er am IHF Super Globe 2022 teil.

### Nationalmannschaft
Mit der kubanischen Nationalmannschaft nahm er teil an der Weltmeisterschaft 2009. Nach seiner Einbürgerung spielte er für die Katarische Männer-Handballnationalmannschaft bei der Weltmeisterschaft 2019 und der Weltmeisterschaft 2021. Bei der Weltmeisterschaft 2021 wurde er nach dem Vorrundenspiel gegen Japan, bei dem er elf Tore warf, als Player of the Match ausgezeichnet. Mit 58 Toren in sieben Spielen bei dieser Weltmeisterschaft war er der beste Werfer des Turniers, bei dem sein Team den 8. Platz belegte. Bei der Weltmeisterschaft 2025 warf er 42 Tore in sechs Einsätzen.
Bislang bestritt Marzo 76 Länderspiele für Katar, in denen er 277 Treffer erzielte.